# Вітаутас Раджвілас

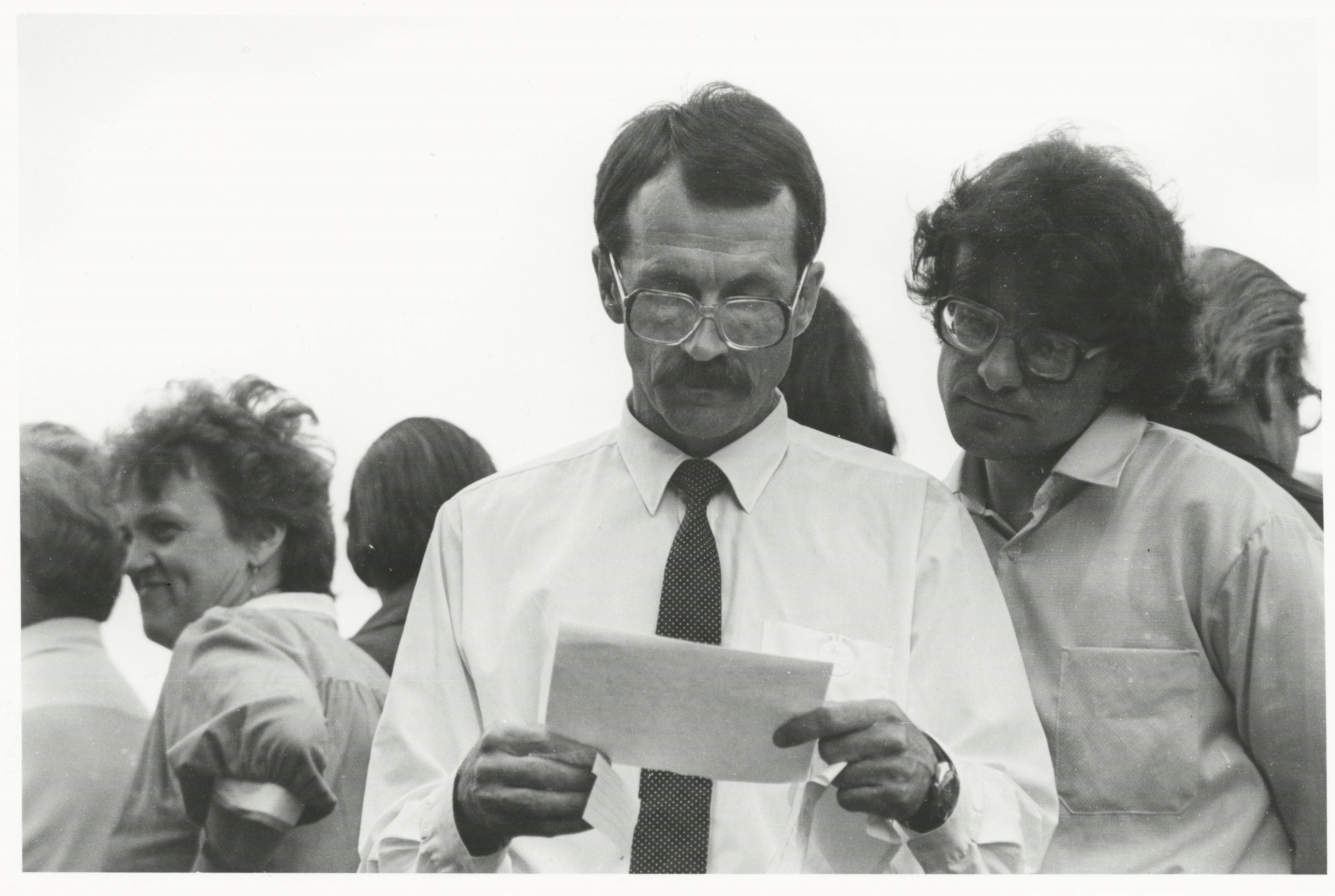
З викладачем Р.Озольсом

Вітаутас Раджвілас (лит. Vytautas Radžvilas; нар. 25 січня 1958 р. у містечку Вісмантай, округ Пакруоїс) — литовський філософ, політолог, перекладач, громадський діяч, доктор гуманітарних наук. Батько — політв'язень.

## Освіта
Закінчив середню школу «Радвілішкіс Валерія Вальсюнієне» (1975—1980). Він вивчав психологію на історичному факультеті Вільнюського університету (ВУ) (1980—1981). Стажист на кафедрі історії та логіки філософії Вільнюського університету, 1981—1984. аспірант, 1984—1989 Лектор кафедри філософії. Стажування у Вісконсині.
1987 рік Кандидат філософських наук (захистив дисертацію з філософії історії французького персоналізму; науковий керівник Бронісловас Гензеліс).

## Політична діяльність

### Литовський реорганізаційний рух
1988 рік Член ініціативної групи Литовського руху за реструктуризацію. Він також належав до так званого клубу Саюдіс, де діяли філософи, економісти, юристи та соціологи. Цей клуб створив альтернативну програму Sjjūdis, яка намагалася визначити шляхи розвитку і відновлення Литви. Програма була альтернативою офіційній програмі Саюдіс, але вона не була розглянута і затверджена Сеймом Саюдіса. Однак вступ, написаний В. Раджвіласом, був взятий в Саюдіс та доданий до офіційної програми.

### Литовський ліберальний рух
Один із засновників Литовського ліберального союзу, 1990—1993. її голова. 1990 рік Наприкінці червня в Клубі ліберальних дискусій при Вільнюському університеті була створена ініціативна група щодо формування Ліберального союзу, а наприкінці листопада відбувся його установчий з'їзд, під час якого В. Раджвілас був обраний головою партії.
Засновниками і ядром партії в основному були інтелектуали, які активно брали участь у Саюдіс, насамперед — представники гуманітарних та соціальних наук. Багато з них належали до неофіційного клубу газети «Саюдіс» Атгімімас, члени якої обговорювали найважливіші питання того часу та робили значний внесок у просування цілей руху та підготовку його основних політичних документів та текстів.

## Подальші дії
1989—1999 Завідувач кафедри філософії та історії культури Вільнюської академії мистецтв. З 2000 по 2018 рік викладав в Інституті міжнародних відносин і політології Вільнюсського Університету до 2013 року. Завідувач кафедри європейських досліджень цього інституту з 2003 року. професор. 2003—2006 Президент Інституту демократичної політики.
2016 рік У січні він став одним із засновників руху Вільнюського форуму. Переклав книги філософії з англійської.

### Розбіжності з адміністрацією VU TSPMI
2017 рік Дев'ять студентів ВУ ТСПМІ звернулися до директора інституту Р. Вільпішаускаса, вимагаючи змінити обов'язковий курс програми «Європейська ідея: ідентичності та представництва», яку викладав В. Раджвілас, на факультативний. Запит також ґрунтувався на ідеологічних твердженнях, звинувачуючи Раджвіласа в тому, що його « євроскептичні погляди спотворюють розуміння Європейського Союзу» і що його «виражене суб'єктивне ставлення до ЄС не дозволяє отримати доступ до більш широкого академічного дискурсу». Керівництво університету незабаром задовольнило скаргу та замінило її обов'язковим курсом для доктора, який працював в іншій галузі навчання. Коли В. Раджвілас звернувся до керівництва ВУ ТСПМІ щодо цього рішення, адміністрація не надала детальної та аргументованої відповіді, підтвердивши, що він був відрахований з ідеологічних причин. Позицію В. Раджвіласа щодо цього питання публічно підтримав Литовський союз вчених. Заяву про повернення обов'язкового статусу на курс подали 22 випускники ВУ, які відвідували його. В контексті цих подій В. Раджвіласа також звинувачували в етичних порушеннях викладачі та студенти групи ВУ ТСПМІ. Однак Комісія з академічної етики ВУ ТСПМІ встановила, що конфлікт має політичний характер, і він «не приймає рішення щодо фактів порушення норм академічної етики», таким чином не визнаючи цих скарг. Пізніше В. Раджвіласа прийняли у ВУ ТСПМІ на термін до 2018 року. Після того, як ректор ВУ за пропозицією Ради ВУ ТСПМІ скоротив кількість конкурсів на посади професорів ВУ ТСПМІ з чотирьох до двох, скасувавши тим самим раніше запланований конкурс на посаду професора політичної філософії. Для Раджвіласа адміністрація TSPMI запропонувала подати заявку на посаду професора європейських студій, сформулювавши вимоги таким чином, щоб вони не були придатними для В. Раджвіласа. Керівництво ВУ та ВУ ТСПМІ обґрунтувало таке рішення необхідністю оптимізації. В. Раджвілас отримав широку підтримку громадськості та студентів ВУ. 2018 рік У квітні у ВУ ТСПМІ відбувся протест громадських організацій, що критикували рішення адміністрації Інституту щодо В. Раджвіласа. 2018 рік У травні 200 студентів, які відвідували курси, які викладав В. Раджвілас, звернулися до ректора, сенату та ради Вільнюського університету, щоб скасувати це рішення. Заявки подали правозахисні організації ВУ. Незаконність рішення також визнала спеціально сформована робоча група Сенату ВУ, яка, оцінюючи умови конкурсу на посаду професора, встановила, що "проф. В. Раджвілас не проводить досліджень з питань інституцій Європейського Союзу, тому подавати заявки на зазначені посади професора та виконувати умови цього конкурсу проф. В. Раджвілас, навіть якщо хотів, об'єктивно не мав можливостей. Ректор ВУ не врахував висновків Сенату. Після того, як В. Раджвілас навмисно відмовився подавати заявку на посаду професора через не об'єктивні конкурсні критерії а керівництво ВУ не переглянуло його рішення, В. Раджвілас покинув ВУ ТСПМІ у 2018 році. у серпні, наприкінці попереднього трудового договору. Вибувши з TSPMI, В. Раджвілас продовжує працювати на філософському факультеті ВУ. В. Раджвілас підсумував цю історію, яку часто називають «Раджвіліда» у соціальних мережах, зазначивши, що «мій конфлікт із керівництвом ВУ ЦСПМІ, який триває роками та є дуже неприємним, давно перестав бути боротьбою за роботу. Не бажаючи цього взагалі і до недавнього часу навіть не сподіваючись на це, це перетворилося на щось максимально можливе — свідомий опір проти все більшого поширення свавілля ВУ.» Історія вплинула і на кар'єру інших людей — після публічного коментаря В. Райджвіласа щодо історії конфлікту з ВУ ТСПМІ та позиції В. Раджвіласа підтримав проф. Jūratė Laučiūtė  Lietuvos žinios розірвав угоду про співпрацю з нею.
Під час скандалу сам В. Раджвілас комічно висловив свої погляди на TSPMI: . "

### Інша діяльність
2000 рік Член Литовської ради з вищої освіти. Член ради Інституту моніторингу прав людини. Член Ради Громадянського руху «Наступний вибір».
2003—2006 Президент Інституту демократичної політики.
2016 рік У січні він став одним із засновників руху Вільнюського форуму. Незабаром після формування таких форумів в інших великих містах Литви, у 2018 році. В. Раджвілас став одним із ініціаторів неформального громадського руху «Народний форум», який об'єднує їх.

## Політичні погляди

### Ставлення до кризи Литовського руху за реструктуризацію
Коли рух переміг на виборах і розподіл влади між різними групами руху, здавалося б, єдиний і сильний рух почав розпадатися і руйнуватися.
Бажання В. Ландсбергіса та його групи прихильників посилити єдиний контроль у державі також викликало велике занепокоєння. За словами В. Райджвіласа, «масове відкликання маргіналізованих та вигнаних рушників із політичної діяльності означало б, що коло активних захисників відновленої держави було б надзвичайно звужене, що фактично скоротилося б до прихильників В. Ландсбергіса. Тому нам довелося визначитися і шукати нову форму політичної організації. Незабаром стало зрозуміло, що існує лише одна можливість — утворити політичну партію.»
Беручи участь у заходах Саджуді, В. Раджвілас вперше зіткнувся на практиці з політичними інтригами, які сильно вплинули на Саджюді в той час і відповідав за їх рішення: "Я був головою мандатної комісії . Насправді, дуже неприємні питання довелося вирішувати, коли групи підтримки Саджудіса, які підняли делегатів, перетворилися на кулі найпривітніших інтриг у багатьох місцях. Іншими словами, навіть тоді, хоч я і був молодою людиною, котра виходила лише з книжок, я вперше зрозуміла, що таке реальна політика, і що тут набагато більше людей, які переслідували більш різноманітні цілі, ніж вони здавалися на перший погляд. "

### Критика лібералізму
Ліберальна партія разом з однодумцями була заснована з урахуванням вигнання членів Литовського руху за реструктуризацію з організації.
У період своєї діяльності у Литовському ліберальному союзі В. Раджвілас спирався на класичний 19 ст концепція лібералізму. Як заявив В. Раджвілас, "описуючи цей лібералізм у більш точних політологічних термінах, ми, ймовірно, могли назвати консервативних лібералів або ліберальних консерваторів. Для абсолютної більшості засновників ліберального руху так званий культурний, особливо марксистський, або лівий, тобто лівий, лібералізм був абсолютно чужим. У програмних документах партії не було місця положень морального релятивізму: Бог, нація, Батьківщина, природна родина здавалися священними та заповітними."
На думку В. Раджвіласа, чітке дотримання партією напрямку класичного лібералізму та формування політичної програми, орієнтованої на неї, ліберальної молоді, яка діяла в партії, ядро якої складалося з колишніх активних членів Литовської комуністичної молоді . Вибори у сеймі. Також, зростаючий вплив бізнесменів та суміжних злочинних груп у партії, В. Раджвілас відмовився брати участь у 1993 році. у виборах голови партії. Пізніше різні ініціативи спонукали членів партії відмовитися від переслідування інтересів бізнесу та покластися на політичні принципи лібералізму. Однак, за словами В. Райджвіласа, коли ситуація не змінилася, "остаточно переконавшись, що змінити щось неможливо, ми не вагаючись залишили його, щоб не обдурити чи ввести в оману громадян країни самим своїм існуванням. Ми не могли і не хотіли стати фаворитами та заручниками криміналізованих бізнес-груп, як погодились бути члени партії, які погодилися на переворот."

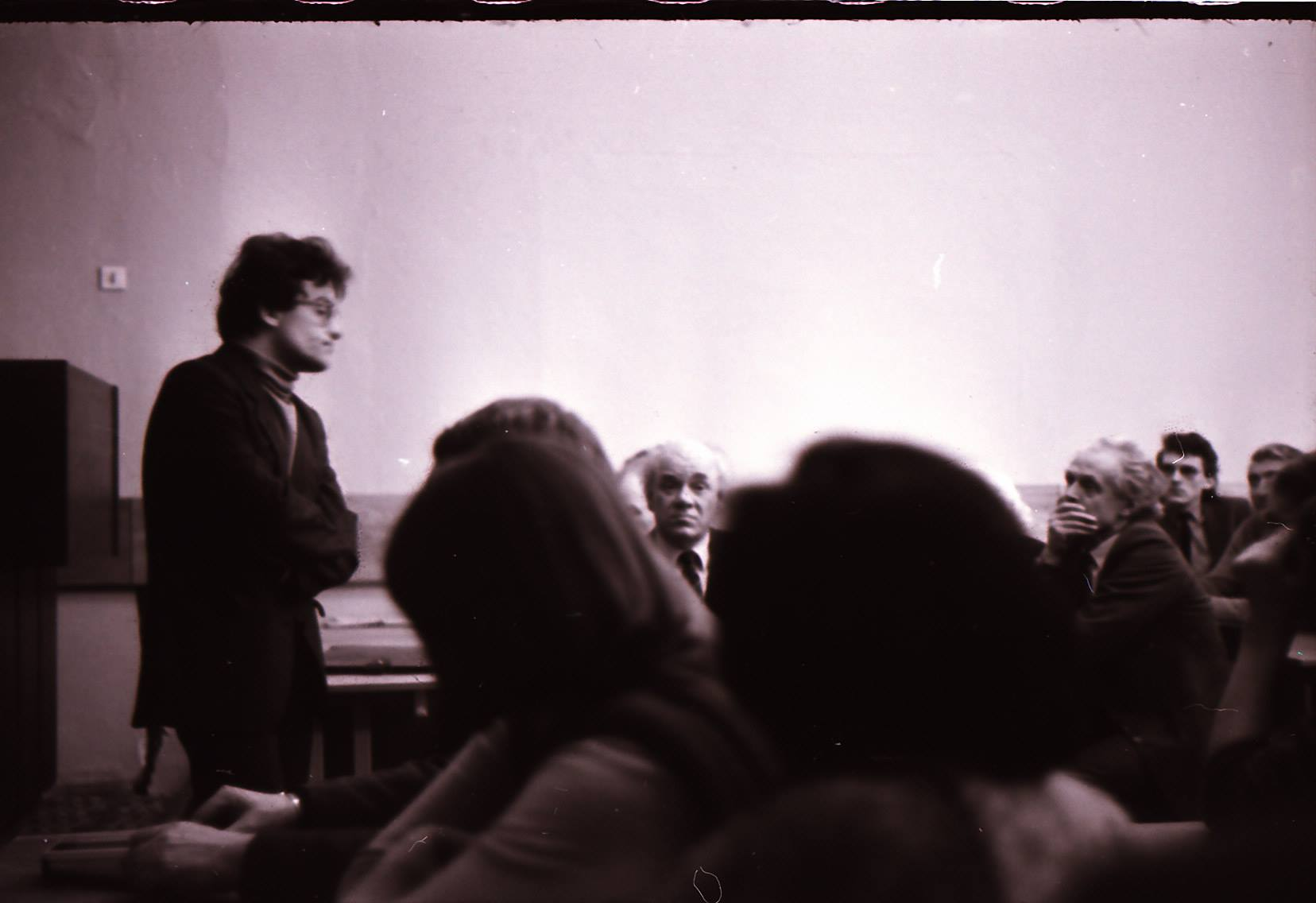
Дискусійний клуб «Культура та історія» 1988-01-20 Фото: Romualdas Ozolas.

Пізніше стикається з 21 століттям. У в початку в ХХ столітті, він став критиком неолібералізму, зосередившись на політичній філософії і традиційної християнської демократії. Вітовт Раджвілас критично ставиться до розвитку Європейського Союзу. За його словами, ідея європейської єдності, що раніше грунтувалася на ідеях християнської демократії, поступово витіснялася неофункціоналісткою Ж. Пн — проект, який дистанціюється від давнього та християнського витоків європейської цивілізації. Він стверджує, що нинішня система тонко намагається усунути концепцію ідеальної нації, історії, держави з публічного дискурсу.
Завдяки своїм євроскептичним поглядам Вітаутас Раджвілас був оскаржений деякими студентами в TSPMI, які взяли на себе зобов'язання скоротити обсяг курсів, які викладав В. Раджвілас. Філософ звинуватив інститут у ідеологічному пагорбі, де навчаються не інтелектуали, аналітики, а службовці, які обслуговують неоліберальну систему.

## Нагороди
- 2000 рік Литовська медаль за незалежність